# Verzorgingsplaats Mandelân
Verzorgingsplaats Mandelân is een Nederlandse verzorgingsplaats, gelegen aan de A32 Meppel - Leeuwarden in de gemeente Leeuwarden. Er is een tankstation van Shell.
Richting Leeuwarden: Paardeweide · De Weeren · Mandelân
Richting Meppel: Smarpot · Dorpshellen · Bovenboer